# Meursanges
Meursanges ist eine französische Gemeinde mit 591 Einwohnern (Stand: 1. Januar 2022) im Département Côte-d’Or in der Region Bourgogne-Franche-Comté (vor 2016 Bourgogne); sie gehört zum Arrondissement Beaune und zum Kanton Ladoix-Serrigny. 

## Geographie
Meursanges liegt etwa 39 Kilometer südsüdwestlich von Dijon am Fluss Bouzaise. An der südlichen Gemeindegrenze verläuft die Vandène. Umgeben wird Meursanges von den Nachbargemeinden Marigny-lès-Reullée im Norden, Corgengoux im Osten, Chevigny-en-Valière im Südosten, Saint-Loup-Géanges im Süden, Sainte-Marie-la-Blanche im Südwesten, Combertault im Westen sowie Ruffey-lès-Beaune im Nordwesten.

## Bevölkerung
| Jahr                       | 1962 | 1968 | 1975 | 1982 | 1990 | 1999 | 2006 | 2011 | 2016 |
| Einwohner                  | 288  | 262  | 242  | 285  | 312  | 364  | 445  | 495  | 552  |
| Quellen: Cassini und INSEE |      |      |      |      |      |      |      |      |      |

## Sehenswürdigkeiten
- Kirche Saint-Pierre
- Schloss Laborde, nur noch Reste erhalten, im 17. Jahrhundert rekonstruiert

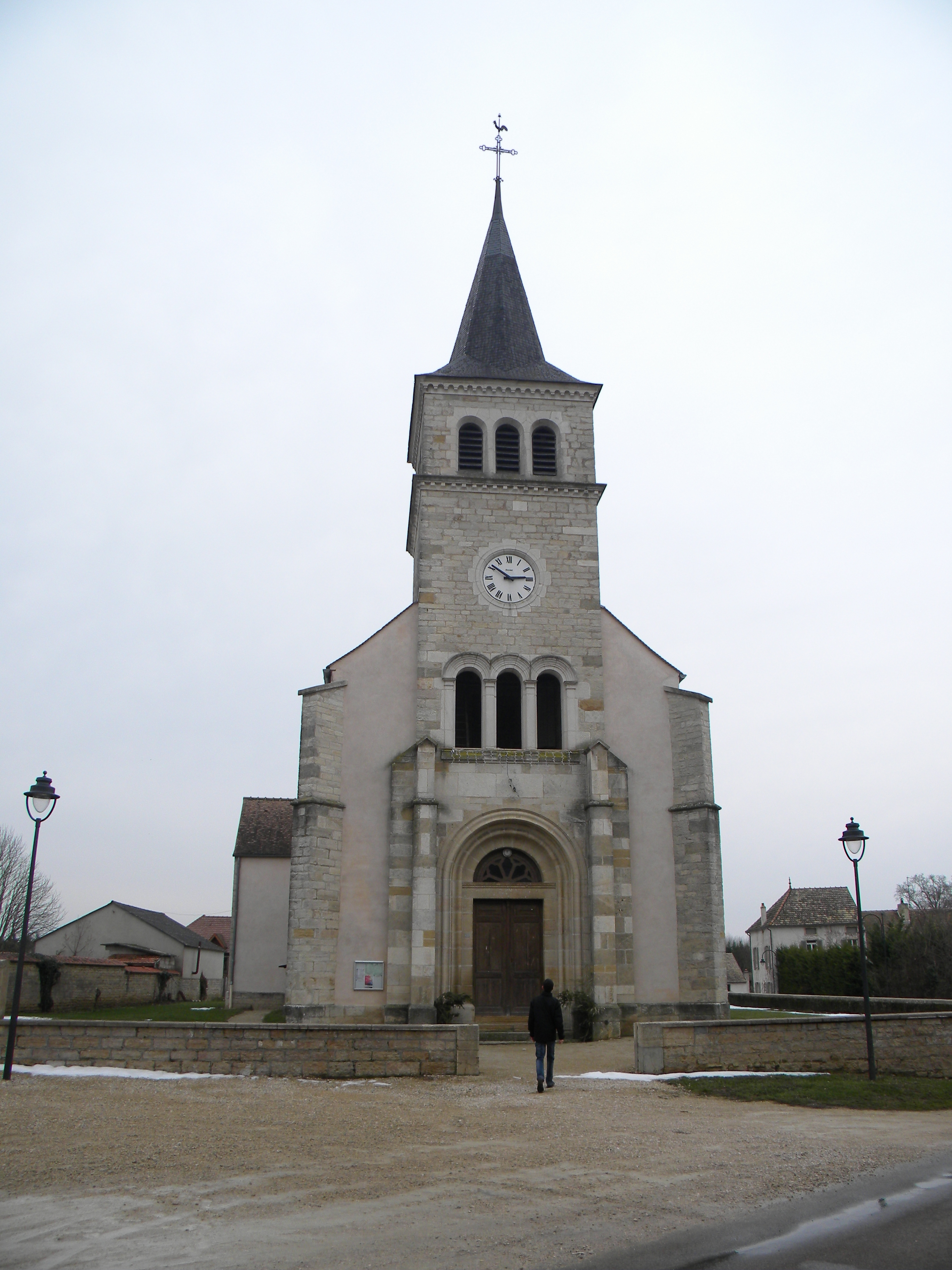
Kirche Saint-Pierre
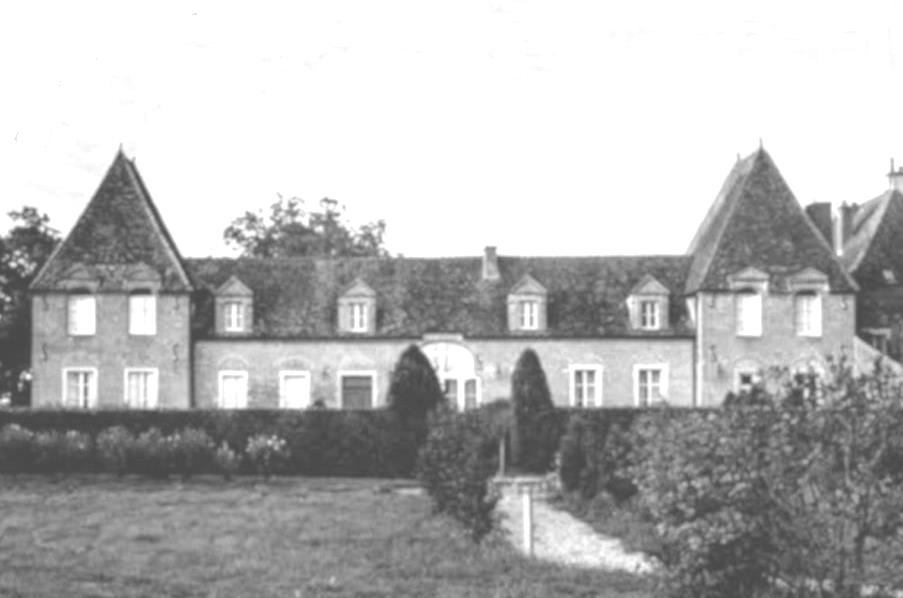
Schloss Laborde